# Данило Ярмоленко
Дани́ло  Єрмолайович Ярмоле́нко (Єрмолаєнко, Єрмоленко, Ярмолаєнко) (1620,  — 1678; інша дата — 15 липня 1666) — український політичний та військовий діяч доби Гетьманщини XVII століття. Полковник Білоцерківський (1660), Канівський (1662), піхотний (1662—1663), генеральний осавул у наказного гетьмана Якима Сомка (1663), полковник Переяславський (? — жовтень 1663 — липень 1666), наказний гетьман Лівобережної України (вересень-грудень 1665). Дипломат в урядах гетьмана Івана Брюховецького та гетьмана Петра Дорошенка. Нащадок (по матері) молдавського княжого роду.

## Життєпис
Народився в аристократичній українській родині у Речі Посполитій, у Батурині. Мати — з молдавського княжого роду. У 25 років потрапив до королівського двору у Варшаві.
Брав участь у визвольній боротьбі на чолі із гетьманом Богданом Хмельницьким у 1648—1654 роках (в реєстрі Війська Запорозького за жовтень 1649 р. значиться як Данко Ярмоленко, козак Рощенкової сотні Канівського полку). 1660 року представляє інтереси Війська Запорозького Низового (Запорізька Січ). Проте 1663 переїжджає в Лівобережну Україну, де обирається переяславським полковником. У 1665 році стає наказним гетьманом Лівобережної України за часів гетьмана Івана Брюховецького.

### На дипломатичній арені
1663 разом з гетьманом Іваном Брюховецьким очолив велике українське посольство на Московщину. Особисто брав участь у переговорах з царем Московщини Олексієм Романовим у Москві. Під час цього посольства одружився з московською аристократкою і дістав боярський «чин». Відтак почав представляти крайню московофільську партію на лівобережній Гетьманщині. У зв'язку з перебуванням Брюховецького на Московщині, призначений у вересні 1665 Наказним Гетьманом. Розгромив великий загін армії Кримської держави, що увійшов тоді на Лівобережжя.
1666 зарізаний під час повстання у Переяславі.
За іншими даними, після загибелі Івана Брюховецького 1668, перейшов на службу до Гетьмана Петра Дорошенка. Після обрання Гетьманом Івана Самойловича, залишає велику політику.